# 舊南港
舊南港，是台灣嘉義縣新港鄉的一個傳統地域名稱，位於該鄉西北部。相較於今日行政區，其範圍大致為南港村北半部。

## 歷史
台灣清治末期至日治初期，舊南港地區為一（舊制）街庄，稱為「舊南港庄」，隸屬於打貓西堡。該庄西北隔北港溪與北港街為界，北及東北與板頭厝庄為鄰，東南與埤頭庄為鄰，南邊東段及中段分別為潭仔墘庄及大崙庄，南邊西段及西南邊為崙仔庄。
1901年（日治明治三十四年）11月，全台廢縣廳改設二十廳，該庄隸屬於嘉義廳。1903年（明治三十六年）6月，該庄編入「新港區」，隸屬於嘉義廳。1909年（明治四十二年）10月，合併二十廳為十二廳，新港區仍隸屬於嘉義廳。1920年（大正九年），全台地方制度大改正，廢十二廳改設五州二廳，該庄改制為「舊南港」大字，隸屬於臺南州嘉義郡新巷庄（新制街庄）。
戰後新巷庄改制並改名為新港鄉，隸屬於臺南縣，大字亦改制為村。1950年10月，雲、嘉、南分治，新港鄉改隸屬於嘉義縣。

## 聚落
本地區發展較早的聚落有舊南港、下菜園等，在日治期初期的官方地圖上已有記載。

## 交通
縣道159號是新港（實際起點在六腳鄉蘇厝寮）至番路的道路，經過本地區舊南港聚落。由該道路（大方向）西北行可前往六腳鄉蘇厝寮，並止於省道台19線路口；東南行可前往新港鄉新港市區、太保市東北部、嘉義市、嘉義縣竹崎鄉西南部、番路鄉，並止於縣道159甲線路口。
鄉道嘉67線是舊南港至下客的道路。
鄉道嘉69線是舊南港至大庄的道路。
鄉道嘉72線是大崙至下菜園的道路。
鄉道嘉74線是舊南港至新港的道路。

## 文化資產
- 笨港水仙宮（國定古蹟）

## 其他廟宇
- 笨港天后宮（媽祖廟）